# Johann Matthäus Bechstein
Johann Matthäus Bechstein (11 de juliol de 1757 – 23 de febrer de 1822) va ser un naturalista alemany. Sobre ornitologia va escriure Naturgeschichte der Stubenvögel, Història natural dels ocells de gàbia, 1795).

## Biografia
Bechstein nasqué a Waltershausen a Turíngia. Durant quatre anys estudià teologia a la Universitat de Jena. El 1795, fundà l'escola forestal de Waltershausen, i el 1800, el Duc de Saxe-Meiningen el va fer director de l'escola forestal de Dreissigacker prop de Meiningen A la seva mort Bechstein adoptà el seu nebot Ludwig Bechstein.
El ratpenat de Bechstein té aquest nom en el seu honor.

## Llista parcial de publicacions
- Gemeinnützige Naturgeschichte Deutschlands nach allen drey Reichen. 4 volums Leipzig 1789–95; 2nd ed. 1801-09.
- Johann Lathams Allgemeine Übersicht der Vögel 1791–1812.
- Kurze aber gründliche Musterung aller bisher mit Recht oder Unrecht von dem Jäger als schädlich geachteten und getödteten Thiere, nebst Aufzählung einiger wirklich schädlichen, die er, seinem Berufe nach, nicht dafür erkennt, ... Ettinger, Gotha 1792–1805.
- Kurzgefasste gemeinnützige Naturgeschichte 1792–97.
- Naturgeschichte der Stubenvögel. Ettinger, Gotha 1795; 4th ed. Halle 1840.
- Naturgeschichte der Stubenthiere. Ettinger, Gotha 1797.
- Herrn De la Cepede's Naturgeschichte der Amphibien oder der enerlegenden vierfüssingen Thiere und der Schlangen. Eine Fortsetzung von Buffon's Naturgeschichte aus dem Französischen übersetz und mit Anmerkungen und zusätzen versehen. 5 volumes. Industrie Comptoir. Weimar 1800.
- Ornithologisches Taschenbuch von und für Deutschland oder Kurze Beschreibung aller Vögel Deutschlands für Liebhaber dieses Theils der Naturgeschichte. Richter, Leipzig 1802.
- Naturgeschichte der schädlichen Waldinsecten. Monath & Kußler, Nürnberg 1798–1800.
- Diana oder Gesellschaftsschrift zur Erweiterung und Berichtigung der Natur-, Forst- und Jagdkunde. Waltershausen 1797–1816.
- Ornithologisches Taschenbuch 1802–1803.
- Vollständige Naturgeschichte der schädlichen Forstinsekten: ein Handbuch für Forstmänner, Cameralisten und Dekonomen [in collaboration with Georg Ludwig Scharfenberg], Leipzig 1804-1805.
- Die Forst- und Jagdwissenschaft nach allen ihren Theilen für angehende und ausübende Forstmänner und Jäger. Gotha, Erfurt 1818–35.
- with Georg Ludwig Scharfenberg Vollständige Naturgeschichte der schädlichen Forstinsekten : ein Handbuch für Forstmänner, Cameralisten und Dekonomen 1804